# Liste der ungarischen Orden und Ehrenzeichen

Wappen des Königreichs Ungarn sowie der Republik seit 1991

Die Liste der ungarischen Orden und Ehrenzeichen gibt einen Überblick über die Orden und Ehrenzeichen Ungarns.

## Königreich bis 1918
Im Königreich Ungarn wurden im Mittelalter zwei Ritterorden gegründet:
- Sankt-Georg-Ritterorden (1326)
- Drachenorden (1408)

Ungarn war von 1538 bis 1918 Teil der Habsburgermonarchie ohne eigene Orden und Ehrenzeichen. Erst wenige Monate vor dem Ende der Monarchie wurde das auf Ungarn begrenzte Erinnerungszeichen für die Ritter vom Goldenen Sporn gestiftet.

## Königreich 1920–1945
- Vitézi Rend (1920)
- Ehrenzeichen des Ungarischen Roten Kreuzes (1922)
- Verdienstkreuz (1922)
- Signum Laudis (1922)
- Militärverdienstmedaille (1922)
- Militär-Offiziersdienstabzeichen (1923)
- Ungarische Weltkriegs-Erinnerungsmedaille (1929)
- Matthias-Corvinus-Ehrenzeichen (1930)
- Militärinvaliden-Abzeichen (1931)
- Sonderabzeichen des Amtschefs des ungarischen Luftwesens (1931)
- Ungarisches Flugzeugführer-Abzeichen (1931)
- Ungarisches Beobachter-Abzeichen (1931)
- Verdienstorden (1935)
- Nikolaus-Toldi-Verdienstmedaille (1936)
- Erinnerungsmedaille an die Befreiung Oberungarns (1938)
- Sankt-Stephans-Orden (1938)
- Ungarisches Piloten-Abzeichen (1938)
- Ungarisches Fallschirmjäger-Truppen-Abzeichen (1940)
- Ungarisches Fallschirmjäger-Leistungs-Abzeichen (1940)
- Erinnerungsmedaille an die Befreiung Siebenbürgens (1940)
- Kreuz für nationale Verteidigung (1940)
- Nationalverteidigungsmedaille (1940)
- Feuerkreuz für Frontkämpfer (1941)
- Erinnerungsmedaille an die Rückgewinnung Südungarns (1941)
- Tapferkeitsmedaille (1942)
- Orden der Heiligen Krone (1942)
- Levente-Ehrenabzeichen (1943)
- Honvéd-Ehrenkreuz (1944)
- Landesverteidigungskreuz (1944)

## Ungarn 1945–1949

1945–1949

- Verdienstorden der Republik (1946)
- Freiheitsorden (Ungarn) (1946)
- Kossuth-Orden (1948)

## Volksrepublik 1949–1989

1949–1989

- Verdienstorden der Volksrepublik Ungarn (1953)
- Fahnenorden der Volksrepublik Ungarn
- Verdienstorden der Roten Fahne der Arbeit
- Orden der Roten Fahne
- Verdienstorden der Arbeit
- Arbeitsverdienstorden Ungarns
- Orden des Roten Sterns
- Verdienstorden für außergewöhnliche Verdienste
- Dienst-Verdienstorden

## Republik seit 1990
- Ehrenzeichen für das Vaterland (1990)
- Ehrenzeichen für mutige Taten (1990)
- Erinnerungsmedaille an den Ungarischen Volksaufstand (1991)
- Verdienstorden der Republik Ungarn (1991)
- Matthias-Corvinus-Ehrenzeichen (1991)
- Ehrenkreuz (Ungarn) (1991)
- Ungarischer Sankt-Stephans-Orden (2011)